# Continent
Continent è il quarto album in studio del gruppo musicale statunitense The Acacia Strain, pubblicato il 19 agosto 2008 dalla Prosthetic Records.

## Il disco
Questo è il primo album con il bassista Jack Strong e il secondo con il batterista Kevin Boutot. Il frontman Vincent Bennett annunciò a MTV News che quello in uscita sarebbe stato l'album più oscuro della band fino a quel momento.
Negli Stati Uniti, l'album ha debuttato al posizione 107 nella Billboard 200 e al secondo posto nella Top Heatseekers, vendendo nella prima settimana quasi 5 600 copie.

## Tracce
1. Skynet – 4:23
2. Seaward – 4:18
3. Dr Doom – 2:27
4. Forget Me Now – 2:44
5. Cthulhu – 3:27
6. Baby Buster – 4:19
7. Balboa Towers – 4:37
8. JFC – 2:57
9. Kraken – 2:42
10. The Combine – 2:03
11. The Behemoth – 6:37